# Double-sideband suppressed-carrier
La double-sideband suppressed-carrier (in inglese letteralmente "doppia banda laterale - portante soppressa"), sigla DSB-SC, è uno dei sistemi utilizzati per trasmettere informazioni utilizzando un segnale a radiofrequenza. Viene creata mediante un circuito moltiplicatore.
Moltiplicando il segnale modulante per la portante si ottiene la seguente formula:
{\displaystyle \ V(t)=A_{m}sen(\omega _{p}t)*V_{m}sen(\omega _{m}t)}
la quale sviluppata con le formule di Werner dà origine alla seguente espressione:
{\displaystyle V(t)={\frac {V_{m}A_{m}}{2}}*(cos[2\pi (f_{p}-f_{m})t]-cos[2\pi (f_{p}+f_{m})t])}
Possiamo notare come non esista la portante e di come invece siano presenti le due bande laterali a frequenza rispettivamente {\displaystyle f_{p}-f_{m}} e {\displaystyle f_{p}+f_{m}}.
Il problema relativo allo spreco di potenza è parzialmente risolto poiché adesso la potenza impiegata serve a trasportare delle informazioni, ma le due bande trasportano lo stesso identico messaggio, ciò significa che possiamo risparmiare ulteriormente potenza ed è quello che succede nella modulazione a banda laterale singola (SSB).
Uno svantaggio della DSB-SC consiste nel fatto che il relativo segnale non può essere demodulato con un rilevatore di inviluppo, dato che l'inviluppo superiore sarà positivo anche quando il segnale modulante è negativo. Quindi per demodulare è necessario un demodulatore contenente un oscillatore locale che generi un segnale alla stessa frequenza e fase della portante (demodulazione coerente).